# Комаров, Николай Анатольевич
Никола́й Анато́льевич Комаро́в (23 августа 1961, Запорожье) — советский гребец, выступал за сборную СССР по академической гребле в 1980-х годах. Серебряный призёр летних Олимпийских игр в Сеуле, чемпион мира, многократный победитель всесоюзных регат. На соревнованиях представлял спортивное общество «Динамо», заслуженный мастер спорта СССР (1985).

## Биография
Николай Комаров родился 23 августа 1961 года в городе Запорожье, Украинская ССР. Активно заниматься академической греблей начал в раннем детстве из-за желания укрепить слабое здоровье и похудеть. Проходил подготовку под руководством тренеров Олега и Георгия Волощуков, состоял в херсонском добровольном спортивном обществе «Динамо».
Первого серьёзного успеха добился в 1983 году, выиграв Кубок СССР. Год спустя впервые стал чемпионом Советского Союза, взял золото на международном турнире «Дружба-84».
В сезоне 1985 года закрепился в основном составе советской национальной сборной и попал на чемпионат мира в бельгийский город Хазевинкель — в итоге завоевал здесь золотую медаль, одолев всех соперников в зачёте распашных восьмёрок с рулевым. В следующем сезоне пытался защитить чемпионское звание на соревнованиях в английском Ноттингеме, однако на сей раз их лодка пришла к финишу второй, пропустив вперёд команду Австралии. На чемпионате мира 1987 года в Копенгагене выиграл ещё одну серебряную медаль, на сей раз в четвёрках с рулевым, при этом лучше дистанцию прошёл только экипаж из ГДР.
Благодаря череде удачных выступлений Николай Комаров удостоился права защищать честь страны на летних Олимпийских играх 1988 года в Сеуле — в составе восьмиместного экипажа, куда также вошли гребцы Вениамин Бут, Виктор Дидук, Василий Тихонов, Александр Думчев, Павел Гурковский, Виктор Омельянович, Андрей Васильев и Александр Лукьянов (рулевой), выиграл в заездах восьмёрок серебряную медаль, проиграв только сборной Западной Германии. Последний раз показал сколько-нибудь значимый результат в сезоне 1989 года, когда в очередной раз стал чемпионом всесоюзного первенства.
Имеет высшее образование, окончил Николаевский государственный педагогический институт (ныне Николаевский национальный университет имени В. А. Сухомлинского). После завершения спортивной карьеры перешёл на тренерскую работу, в течение трёх лет работал преподавателем, однако затем окончательно ушёл из спорта и занялся бизнесом. В настоящее время вместе с женой и детьми проживает в Херсоне.